# Intel X79
Intel x79, nombre en clave "Patsburg", es un Platform Controller Hub o PCH (centro controlador de plataforma), diseñado y manufacturado por Intel para su socket LGA 2011 (Socket R) y LGA 2011-1 (Socket R2).
Este socket y chipset está destinado a equipos de alto rendimiento y alta gama, y a una línea de productos dirigida a los entusiastas de la marca Intel: Procesadores Core i7 y Xeon de las arquitecturas Sandy Bridge e Ivy Bridge, de 4 o 6 núcleos como máximo.
Los procesadores (CPU), soportados caracterizan memoria RAM en Quad Channel, numerosas líneas PCIe; y el chipset cuenta con líneas PCIe adicionales; está diseñado para conectar un procesador Intel a través de una interfaz DMI 2.0 a los periféricos.
Fue lanzado al mercado en el cuarto trimestre de 2011, concretamente el lunes 14 de noviembre.

## Características
El primer producto fue anunciado en noviembre de 2011, para los procesadores “extremos” del socket 2011, a un precio para clientes de $74.00.
Entre las características  se incluye:
• 2 puertos Serial ATA (SATA) 3.0 (6Gbit/s) y 4 puertos SATA 2 (3Gbit/s).
• 8 líneas PCI Express (PCIe) 2.0.
• 14 puertos USB (Universal Serial Bus).
• Tarjeta LAN Gigabit Ethernet integrada (Lewisville PHY).
• Intel Rapid Storage Technology enterprise 3.0 opcional.
• Soporte para SATA RAID (0/1/10/5).
• Soporte para expansor SAS.
• Write journaling.
• Soporte para Linux de código abierto.
• 100Mhz BCLK.
• TDP de 130W.
• Soporta overclock para CPU, RAM y Chipset.
• Soporta la herramienta Intel Extreme Tuning Utility 3.0 (XTU).
• PCB de 8 capas, recomendado usar Cobre 2OZ.
El chipset x79 está creado para funcionar con el socket LGA 2011 de Intel, el cual tiene 2011 pines de cobre. Los pines extra permiten más líneas PCIe e interconexiones para procesadores destinados a la clase de servidores.
Los nuevos procesadores Core y Xeon abordan 40 líneas PCIe 3.0 directamente a través de la arquitectura Sandy Bridge-E para los procesadores Xeon, y la arquitectura Ivy Bridge para los procesadores Core.

## Soporte parcial para Windows XP.[6]
El chipset x79 no soporta la instalación de Windows XP en modo AHCI para los controladores SATA de Intel, ya que Intel no lanzará controladores AHCI para Windows XP de 32 bits. Windows XP se puede instalar en modo IDE, pero sin las funciones SATA habilitadas. Hay usuarios que inician Windows XP de forma dual con otro sistema operativo instalado, esto significa cambiar al modo IDE cada vez que se quiera iniciar Windows XP y volver a SATA para iniciar el otro sistema operativo; o instalar el otro sistema operativo que admita AHCI también en modo IDE para evitar cambiar la configuración en el BIOS cada vez.
Esta restricción sólo se aplica a Windows XP de 32 bits, pero Windows XP de 64 bits es compatible con controladores Intel.
Hoy en día es posible  instalar Windows XP de 32 bits en placas base con chipset x79 pero con controladores SATA de terceros, mediante un software no oficial de Intel desarrollado por la comunidad de Internet. Para ello se necesita el "Intel(R) C600 Series Chipset SATA AHCI Controller", y simplemente hay que integrar este driver en un CD de instalación con algún firmware que cree este CD de instalación personalizada, como los que son capaces de instalar Windows 2000, XP, Server 2003, Vista…como las herramientas gratuitas nLite y vLite.

## La “segunda juventud” del chipset x79.
A comienzos de 2018 las placas base Intel LGA 2011, y más en concreto las del chipset x79 comenzaron a tomar fama en amplios sectores de la comunidad de los ordenadores personales. Este impacto se debió a dos motivos: El primero, las propias placas base. Como hemos dicho, el chipset x79 se anunció a finales de 2011, destinados al uso en servidores, y por tanto para finales de 2017 ya tenían unos respetables 6 años, por lo que era normal que ciertas empresas decidieran renovar su infraestructura y deshacerse de esta “vieja” tecnología. De este hecho tomaron partido las fábricas y las empresas de hardware chinas. Tomando estas placas de servidor (muchas con doble CPU y un formato exclusivo para los gabinetes de servidores), extraían los chipsets y todo su hardware (como los VRM y las líneas de PCIe y RAM) y desarrollaron nuevas placas bases, con tecnología del momento (incluyendo soporte para doble GPU de AMD, con el Crossfire; además de nuevas conexiones para discos duros como los M.2; y un formato ATX para torres estándar), para el sector más doméstico. 
Lo comentado anteriormente se complementa con el segundo factor, los procesadores. Al igual que lo que hemos comentado con las placas bases, las CPU también fueron sustituidas, y en cierto modo con más frecuencia que las placas, pues muchas veces no se puede realizar una actualización de infraestructura completa. Con lo que nos encontramos con stock enorme de estos procesadores Xeon y Core, y sus ridículos precios, sumado a las cada vez más asequibles placas bases de chipset x79, lo que resulta en unos combos para entusiastas con un desempeño muy poderoso y a unos precios irrisorios comparados con sus precios de lanzamiento, como podemos ver con el tan popular Xeon E5-2689, de 8 núcleos y 16 hilos, cuyo precio de lanzamiento fueron $5500 el día 12 de marzo de 2012, lo que contrasta con su precio actual de unos $50 en páginas como AliExpress, eBay... por lo que no es de extrañar que se hayan popularizado tantísimo estos combos que incluso una figura tan importante en el mundo de la tecnología como es Linus Tech Tips haya hecho un vídeo en su canal de YouTube, quedando impresionado con los resultados calidad/precio.
Además de todos estos factores, hay que sumarle la extensa comunidad de entusiastas que durante años han desarrollado mejores BIOS, actualizados perfiles XMP y técnicas para poder realizar overclock a procesadores bloqueados para esta función, por lo que se puede considerar este periodo de dos años (2018-2020) la época dorada del x79, con el cambio por su sucesor el chipset x99.